# فيصل محمد الزوايدي
فيصل محمد الزوايدي كاتب تونسي من مواليد 8 مارس 1974 بمدينة الحامة بقابس،درس في الجامعة التونسية و تحصّل على الاستاذية في اللغة العربية وآدابها من كلية الآداب بمنوبة سنة 1999 ، وهو عضو في اتحاد الكتاب التونسيين.شارك في ملتقيات أدبية وطنية كثيرة . ترجمت بعض أقاصيصه إلى الإنجليزية والفرنسية والألمانية.و نشرت في مجلات و دوريات عربية .

## مؤلفاته
لفيصل محمد الزوايدي مجموعتان قصصيتان
- قصّة بسيطة جدا (2007)عن دار قرطاج للنشر و التوزيع ( تونس )
- قلعة الأرض ( 2008 ) عن دار مناد للطباعة و النشر و التوزيع ( تونس )

ونشرت نصوص قصصية أخرى له بمجلات عربية